# Heterocerus pachecoi
Heterocerus pachecoi – gatunek chrząszcza z rodziny różnorożkowatych i podrodziny Heterocerinae.

## Taksonomia
Gatunek ten został opisany w 2002 roku przez Stanislava Skalickiego na podstawie okazów odłowionych w 1997 roku przez Ulfa Dreschela. Nazwę gatunkową nadano na cześć Francisco Pacheco, specjalisty od różnorożkowatych.

## Opis
Długość ciała u holotypu (samca) to 4,2 mm, a u allotypu (samicy) 4,5 mm. Ciało jasnobrązowe. Głowa brązowa do czarnej, drobno granulowana. Żuwaczki stosunkowo małe, ząbkowane, ostro zakończone, o słabo rozwiniętym zębie przedwierzchołkowym. Labrum krótkie, tak szerokie jak długie, delikatnie granulowane, żółtawo oszczecinione. Czułki 11-członowe, zwieńczone 7-członową buławką. Na nadustku i głowie gęste, krótkie, żółtawe szczecinki. Przedplecze szersze niż długie i tak szerokie jak podstawa pokryw, delikatnie granulowane, opatrzone cienkimi, stojącymi szczecinkami; o podstawie w całości obrzeżonej, a bokach zbiegających się ku przodowi na całej długości. Tarczka spiczasta, trójkątna. Pokrywy o dobrze rozwiniętych wgłębieniach przytarczkowymi, pozbawione żeberek, oszczecinione jak przedplecze. Na pokrywach i przedpleczu obecny brązowy do czarnego wzór. Golenie przednie z 10, a środkowe i tylne z 8 cienkimi kolcami. Zapiersie z żeberkiem za środkowymi biodrami. Spiculum gastrale V-kształtne, 1 mm długie, o ramionach na wierzchołkach połączonych błonką. Edeagus 8 mm długi, dobrze zesklerotyzowany. Paramery częściowo zlane, z przezroczystym "okienkiem". Prącie opatrzone processus accessorius i torebką wewnętrzną. Torebka i processus accessorius zgięte i ukryte w podgięciu prącia.

## Rozprzestrzenienie
Gatunek znany wyłącznie z Mistolar w paragwajskim departamencie Boquerón.